# Bujoreni, Argeș
Bujoreni este un sat în comuna Buzoești din județul Argeș, Muntenia, România.